# Código de conduta
Um código de conduta é um conjunto de regras para orientar e disciplinar a conduta de um determinado grupo de pessoas de acordo com os seus princípios. É geralmente utilizado por empresas, organizações, classes profissionais ou grupos sociais.

## No Brasil

### Alta administração federal do Brasil
Na Exposição de Motivos nº 37, de 18 de agosto de 2000, instituiu-se o Código de Conduta da Alta Administração Federal do Brasil, que "valerá como compromisso moral das autoridades integrantes da Alta Administração Federal com o Chefe de Governo, proporcionando elevado padrão de comportamento ético capaz de assegurar, em todos os casos, a lisura e a transparência dos atos praticados na condução da coisa pública".

### Servidores públicos do Brasil

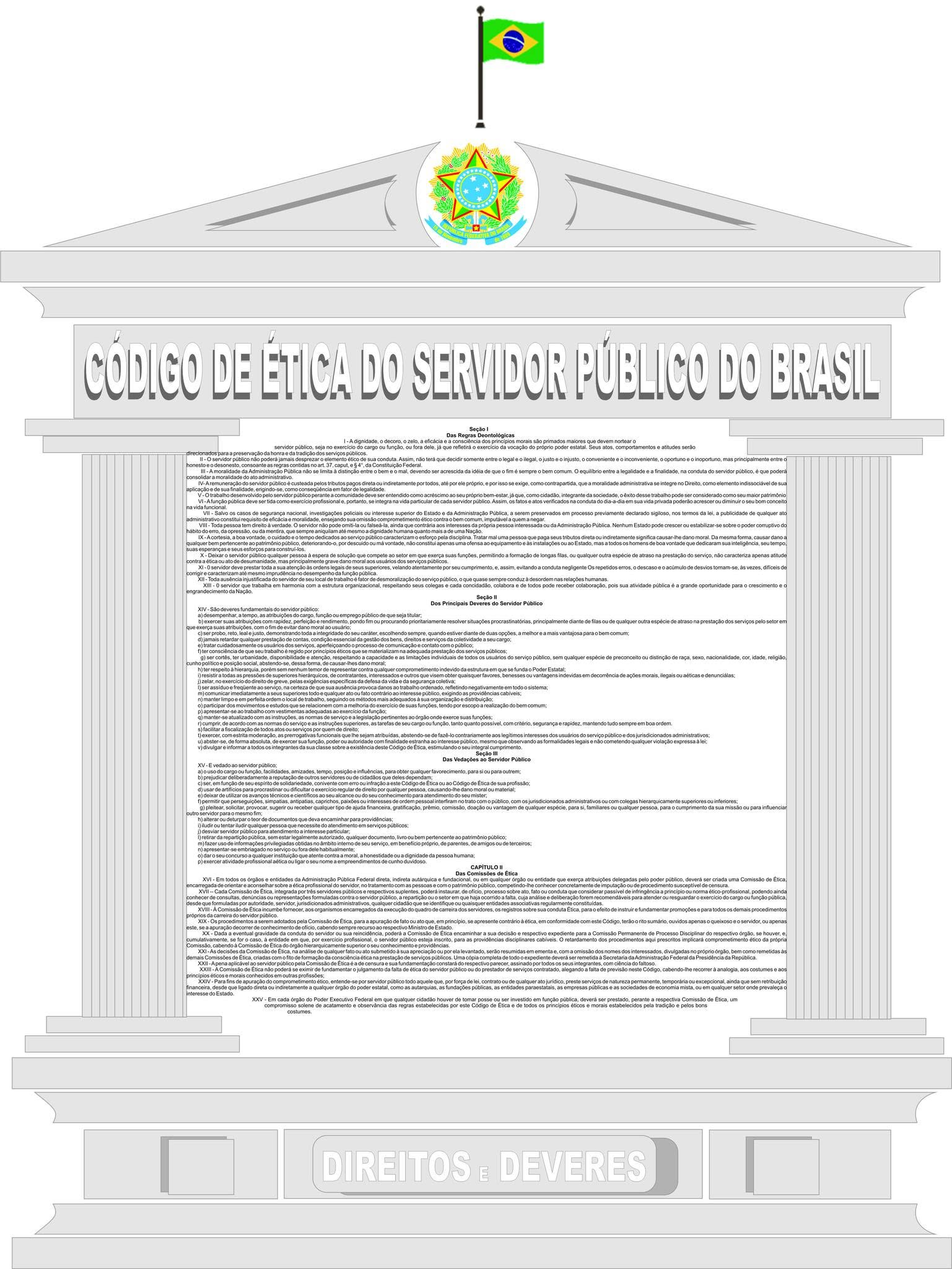
Código de Ética do Servidor Público do Brasil.

O atual Código de ética dos servidores públicos do Brasil foi criado através do decreto presidencial nº 1 171/1994. O código orienta que o servidor público busque refletir sobre o serviço público, entendendo que sua função serve ao engrandecimento da nação. O texto conclama, ainda, a comunidade de servidores públicos à consciência de que o seu salário é custeado pela comunidade de contribuintes, e que o trabalho desenvolvido pelo servidor deve ser compreendido por este como acréscimo ao seu próprio bem-estar, já que, como cidadão, o servidor também é integrante da sociedade.

## Exemplos
- Dez Mandamentos
- Código do guerreiro
- Bushido
- Código da pirataria